# Koule

Koule v euklidovském zobrazení

Koule je prostorové těleso tvořené množinou všech bodů (trojrozměrného euklidovského) prostoru, jejichž vzdálenost od zadaného bodu (středu) je nejvýše rovna zadanému poloměru. Body, jejichž vzdálenost je právě rovna poloměru, tvoří povrch koule, tzv. kulovou plochu (také označovanou jako sféra nebo sférická plocha). Pojmy koule a sféry se tedy v matematice na rozdíl od běžné řeči obvykle rozlišují. Pro označení „vnitřku“ koule, tedy pro kouli bez jejího povrchu, se používá označení otevřená koule.
Pojem koule a s ním související pojmy lze zobecnit na každý metrický prostor s metrikou (vzdáleností) ρ. Je-li x prvek metrického prostoru a r > 0 reálné číslo, tak koule se středem x a poloměrem r je množina všech bodů tohoto prostoru y vyhovujících podmínce
{\displaystyle K=\{y\in P:\rho (y,x)\leq r\},}
sféra se stejným středem a poloměrem je
{\displaystyle S=\{y\in P:\rho (y,x)=r\}}
a otevřená koule je
{\displaystyle B=\{y\in P:\rho (y,x)<r\}.}

## Vlastnosti
- Koule je velmi symetrická: středově (podle středu), osově a rovinově podle libovolné přímky, resp. roviny procházející středem.
- Objem: {\displaystyle V={\frac {4}{3}}\pi r^{3}}
- Povrch: {\displaystyle S=4\pi r^{2}}
- Průmět: {\displaystyle S=\pi r^{2}}
- Kulová výseč: {\displaystyle V={\frac {2}{3}}\pi r^{2}v}
- Kulová vrstva: {\displaystyle V={\frac {\pi r_{1}^{2}v}{2}}+{\frac {\pi r_{2}^{2}v}{2}}+{\frac {\pi v^{3}}{6}}}
- Objem kulové úseče: {\displaystyle V={\frac {\pi r_{1}^{2}v}{2}}+{\frac {\pi v^{3}}{6}}}

- Mezi plochami uzavírajícími daný objem má kulová plocha nejmenší obsah a naopak, mezi plochami s daným obsahem uzavírá kulová plocha největší objem. Proto se koule často vyskytuje v přírodě, např. ve formě kapek a bublin, jejichž povrch je minimalizován povrchovým napětím.
- Koule je rotační těleso, může vzniknout otáčením kruhu podle osy; pokud by se místo kruhu otáčela elipsa, vznikl by rotační elipsoid.
- Válec opsaný kouli má povrch i objem rovný 3/2 povrchu, resp. objemu koule.
- Útvary na kulové ploše je možné popisovat pomocí sférické geometrie.
- Koule s různými poloměry a shodnými středy se označují jako soustředné (koncentrické) koule.

## Odvození vzorce pro povrch a objem koule

### Povrch
Nechť je funkce f(x) spojitá a nezáporná na intervalu <a,b> a má zde spojitou derivaci f'(x). Potom pro obsah rotační plochy vzniklé rotací kolem osy x platí:
{\displaystyle S=2\pi \int _{a}^{b}f(x){\sqrt {1+[f'(x)]^{2}}}dx}
Obecná rovnice kružnice se středem v počátku je:
{\displaystyle x^{2}+y^{2}=r^{2}} >>> vyjádříme y:
{\displaystyle y={\sqrt {r^{2}-x^{2}}}}
A dosadíme do vzorce výše - meze od -r po r.
{\displaystyle S=2\pi \int _{-r}^{r}{\sqrt {r^{2}-x^{2}}}\cdot {\sqrt {1+(-{\frac {x}{\sqrt {r^{2}-x^{2}}}})^{2}}}dx}
Po úpravách dostáváme:
{\displaystyle S=2\pi \int _{-r}^{r}{\sqrt {r^{2}-x^{2}}}\cdot {\sqrt {\frac {r^{2}}{r^{2}-x^{2}}}}dx}
{\displaystyle S=2\pi \int _{-r}^{r}rdx} - integrujeme:
{\displaystyle S=2\pi [rx]_{-r}^{r}} - odečítáme dolní hodnotu od horní:
{\displaystyle S=2\pi r^{2}-(-2\pi r^{2})=4\pi r^{2}}

### Objem
Nechť je funkce f(x) spojitá a nezáporná na intervalu <a;b> a nechť T je těleso v {\displaystyle \mathbb {R} ^{3}}, které vznikne rotací grafu f(x) kolem osy x. Potom pro objem tělesa T je dán vzorcem:
{\displaystyle V=\pi \int _{a}^{b}(f(x))^{2}dx}
Obecná rovnice kružnice se středem v počátku je:
{\displaystyle x^{2}+y^{2}=r^{2}} >>> vyjádříme y:
{\displaystyle y={\sqrt {r^{2}-x^{2}}}}
A dosadíme do vzorce výše - meze od -r po r.
{\displaystyle V=\pi \int _{-r}^{r}({\sqrt {r^{2}-x^{2}}})^{2}dx}
{\displaystyle V=\pi \int _{-r}^{r}r^{2}-x^{2}dx} - integrujeme
{\displaystyle V=\pi [r^{2}x-{\frac {x^{3}}{3}}]_{-r}^{r}} - odečteme dolní hodnotu od horní:
{\displaystyle V=\pi [r^{3}-{\frac {r^{3}}{3}}]-\pi [-r^{3}+{\frac {r^{3}}{3}}]}
{\displaystyle V={\frac {4}{3}}\pi r^{3}}
Odvození objemu koule bez použití integrálního počtu umožňuje Cavalieriův princip.

## Analytické vyjádření
V analytické geometrii lze kouli se středem [x0, y0, z0] a poloměrem r definovat jako množinu bodů [x, y, z], pro která platí nerovnost:
{\displaystyle {(x-x_{0})}^{2}+{(y-y_{0})}^{2}+{(z-z_{0})}^{2}\leq r^{2}}.

### Parametrické vyjádření
Kulovou plochu se středem [x0, y0, z0] a poloměrem r lze parametrizovat následujícími rovnicemi:
{\displaystyle x=x_{0}+r\cos \varphi \sin \theta }
{\displaystyle y=y_{0}+r\sin \varphi \sin \theta }
{\displaystyle z=z_{0}+r\cos \theta \,}
přičemž {\displaystyle 0<\varphi \leq 2\pi }, {\displaystyle 0\leq \theta \leq \pi }.

### Rovnice kulové plochy
Obecná rovnice kulové plochy je
{\displaystyle x^{2}+y^{2}+z^{2}+mx+ny+pz+q=0}
Ze tvaru této rovnice je vidět, že rovnici kulové plochy získáme z obecnější rovnice kvadratické plochy tehdy, pokud v rovnici kvadratické plochy vymizí součiny {\displaystyle xy,xz,yz} a koeficienty u druhých mocnin jsou stejné.
Uvedenou rovnici lze přepsat do tvaru
{\displaystyle {\left(x+{\frac {m}{2}}\right)}^{2}+{\left(y+{\frac {n}{2}}\right)}^{2}+{\left(z+{\frac {p}{2}}\right)}^{2}={\frac {m^{2}+n^{2}+p^{2}}{4}}-q}
Tato rovnice odpovídá kulové ploše se středem {\displaystyle \left[-{\frac {m}{2}},-{\frac {n}{2}},-{\frac {p}{2}}\right]} a poloměrem {\displaystyle r={\sqrt {{\frac {1}{4}}(m^{2}+n^{2}+p^{2})-q}}}. Je-li výraz pod odmocninou kladný, hovoříme o reálné kulové ploše. Je-li výraz pod odmocninou záporný, pak dané rovnici nevyhovuje žádný bod prostoru (jde o tzv. imaginární kulovou plochu). Je-li výraz pod odmocninou nulový, vyhovuje rovnici právě jeden bod prostoru.

## Zobecnění
Kouli (resp. kulovou plochu) lze považovat za trojrozměrnou obdobu kruhu (resp. kružnice). Obdoba koule v ještě vyšších dimenzích je tzv. hyperkoule.
V metrickém prostoru X je otevřená koule definována jako množina bodů, jejichž vzdálenost d od daného bodu x je ostře menší než poloměr r, tedy {\displaystyle U(x,r)=\{y\in X:\;d(x,y)<r\}}. Otevřená koule je pochopitelně otevřená množina.
Sféra je definována jako množina bodů, jejichž vzdálenost d od daného bodu x je rovna poloměru r, tedy {\displaystyle S(x,r)=\{y\in X:\;d(x,y)=r\}}. Sféra je uzavřená množina.
V topologii je koule taková množina, která je homeomorfní běžné eukleidovské kouli.